# 堀ノ内斎場

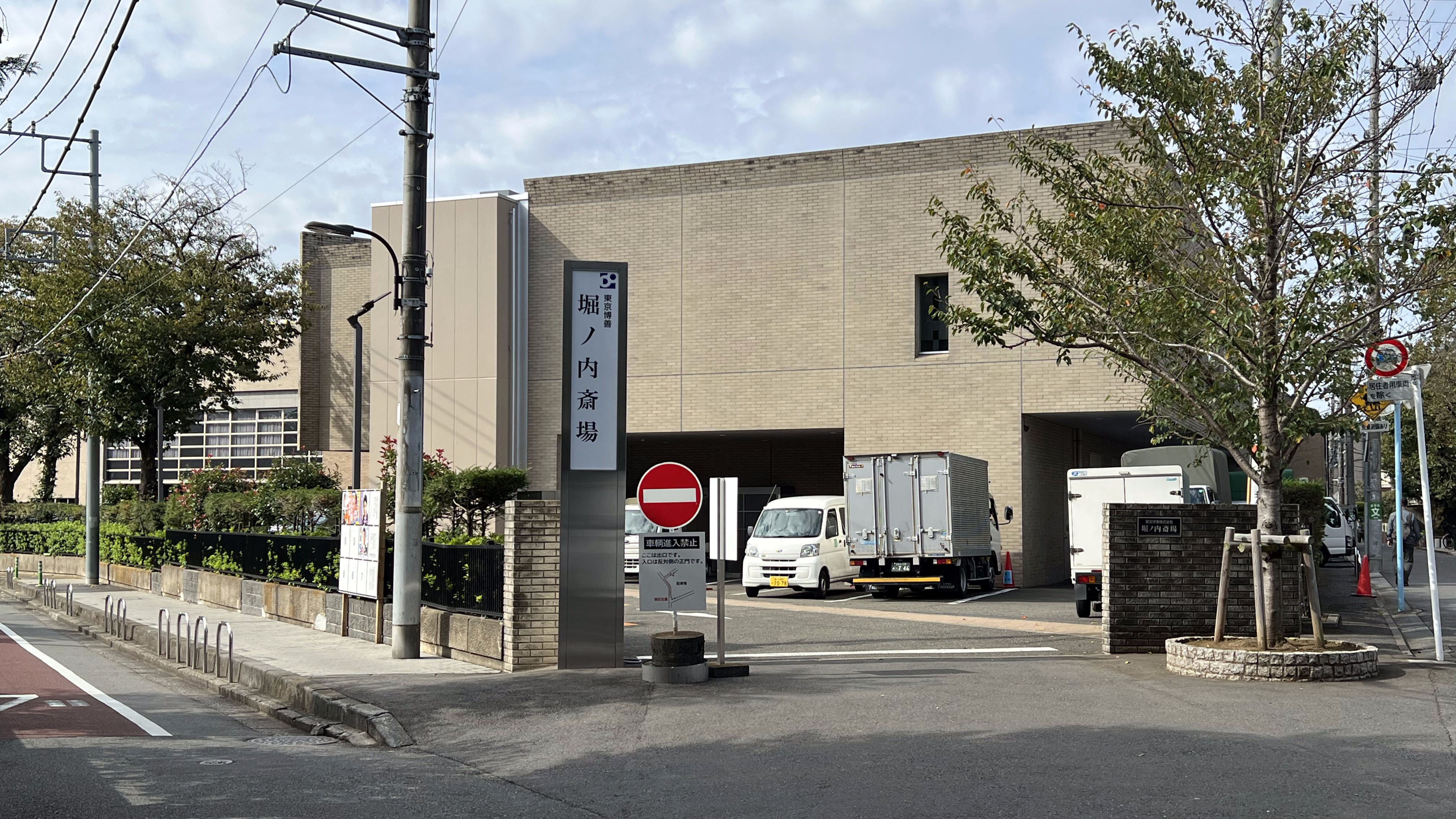

堀ノ内斎場（ほりのうちさいじょう）は、東京都杉並区にある民間経営の火葬場・斎場である。

## 概要
東京都に6つの斎場を有する東京博善株式会社（広済堂ホールディングスグループ）が経営している。その中では最も規模が小さい斎場である。かつては敷地の南側にレンガ色模様の火葬棟があり、2階の特別室へ向けて立派なスロープ付きの車寄せが備えられていた。1992年（平成4年）3月、火葬棟と式場棟を一体化した建物に全面改築される。しかし、年末年始を除き年中無休（友引の日は火葬業務は休み。式場での通夜時間帯のみ営業）であったため館内の内装の劣化が著しく、2008年（平成20年）6月1日から8月31日までの3ヶ月間、改装のため全館臨時休業にし、火葬炉の修繕と駐車場から2階の遺族の控室へ直接行けるための出入口の増設も同時に行った。
6箇所の斎場の中で唯一、「特別殯館」と呼ばれる区画が設けられていない。

## 所在地
- 〒151-0066 東京都杉並区梅里1-2-27

## 建物内

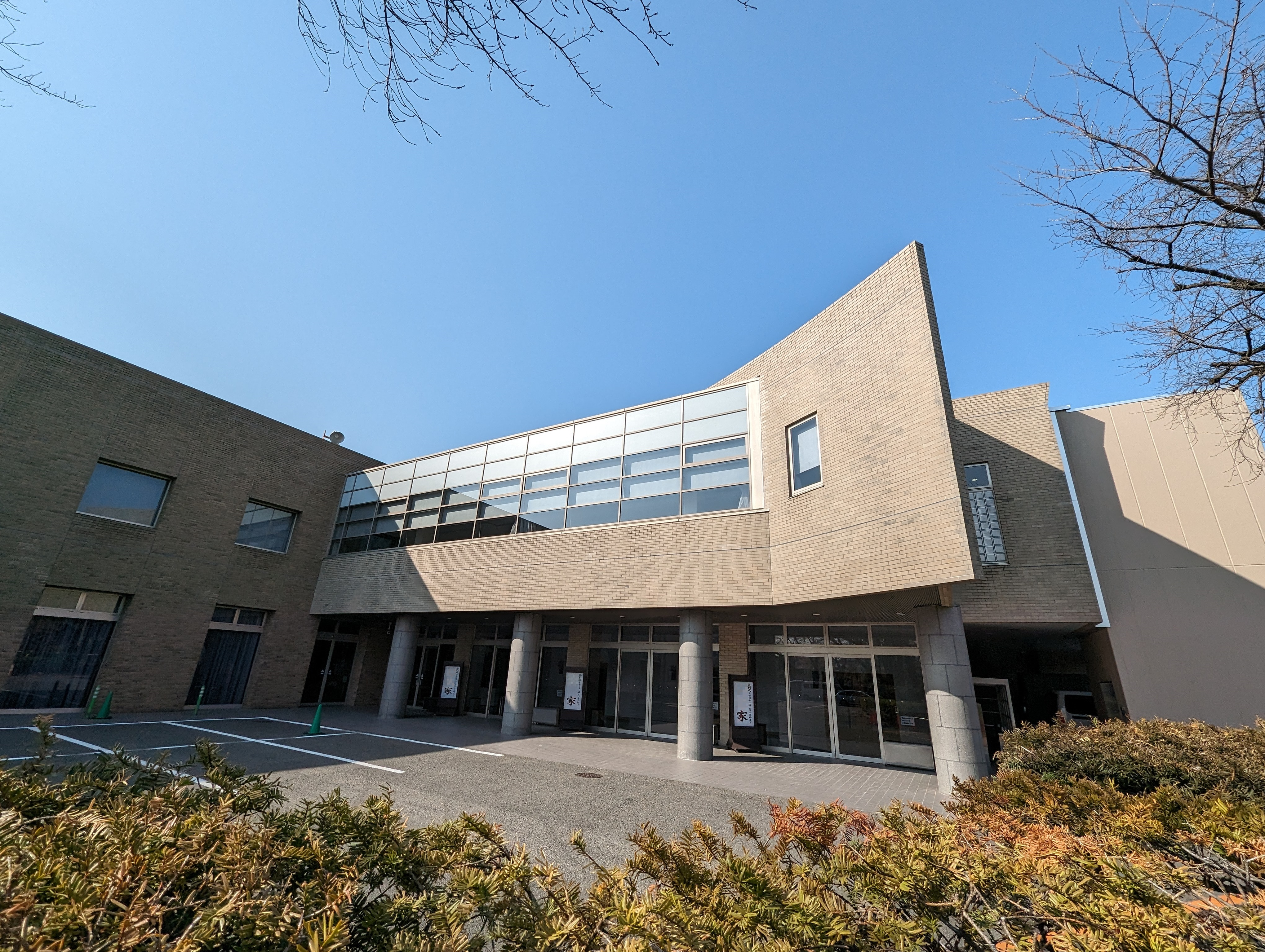
堀ノ内斎場 斎場棟（従来式場）

- 火葬炉 8基 ロストル式（最上等5基・特別室3基）
- 休憩室 8室
- 斎場（従来式場） 3室（斎場棟1階に常設）
- 斎場（新型式場） 4室（令和5年8月、家族葬などの小規模な葬儀向けに、斎場棟2階の休憩室1室と控室3室を式場兼会食会場に改装し、式場の順番待ちを短縮することが可能になる）[1]
- 控室 3室
- コーヒーコーナー 1ヵ所
- 売店 2ヵ所

## 通夜・告別式
- 通夜は原則的に一斉に午後6時開式、午後7時閉式となっている。告別式は他の部屋、または外来（自宅葬やホール葬など）や、葬儀を行わない「直葬」の葬家と火葬の予約時間が重ならないよう、時間差で執り行われる。
- この斎場の式場を使用した場合の出棺は、式場棟から火葬棟まで棺を霊柩車に乗せて移動するか、または斎場職員が台車を使って火葬棟へ移動する方法のいずれかを選択できる。

## 葬儀・火葬が行われた有名人
- 室田日出男[2]
- 酒井敏明[3]
- 野中マリ子[4]
- 長谷川哲夫[5]
- 唐十郎[6]

## 最寄駅
- 東京メトロ丸ノ内線新高円寺駅から徒歩で6分
- JR中央線・東京メトロ東西線中野駅から関東バス中35・中36系統で杉並車庫前下車徒歩3分。